# Agnethe
Agnethe er en kortfilm instrueret af Thomas Bjerregaard Nielsen.